# Шлеппи, Самуил Иосифович
Самуил Иосифович Шлеппи (1914 — ?) — советский инженер, лауреат Сталинской премии (1950).
Родился 13.04.1914 в Одессе.
После окончания вуза работал на Заводе № 295 НКАП (Государственный Московский завод приборов) (ГМЗ приборов).
Участник войны, старший лейтенант административной службы. Награждён орденом Красной Звезды и медалью «За оборону Москвы».
С 1946 г. начальник производства, с 1951 г. главный инженер Московского завода приборов.
Лауреат Сталинской премии (1950, в составе коллектива) — за коренное усовершенствование методов производства ЭИП.
Сочинения:
- Опыт внедрения поточного производства на Московском заводе приборов [Текст] / Лауреат Сталинской премии С. И. Шлеппи. — Москва : Знание, 1952. — 30 с. : ил.; 22 см. — (Серия 2/ Всесоюз. о-во по распространению полит. и науч. знаний; № 62).